# Thetidia autumnalis
Thetidia autumnalis là một loài bướm đêm trong họ Geometridae.